# Hollywood Walk of Fame
La Hollywood Walk of Fame (lett. "Passeggiata della fama di Hollywood") è un percorso di due lunghi marciapiedi che corrono lungo quindici isolati (in inglese blocks) della Hollywood Boulevard e tre della Vine Street, sulla collina di Hollywood a Los Angeles, Stati Uniti.

## Caratteristiche

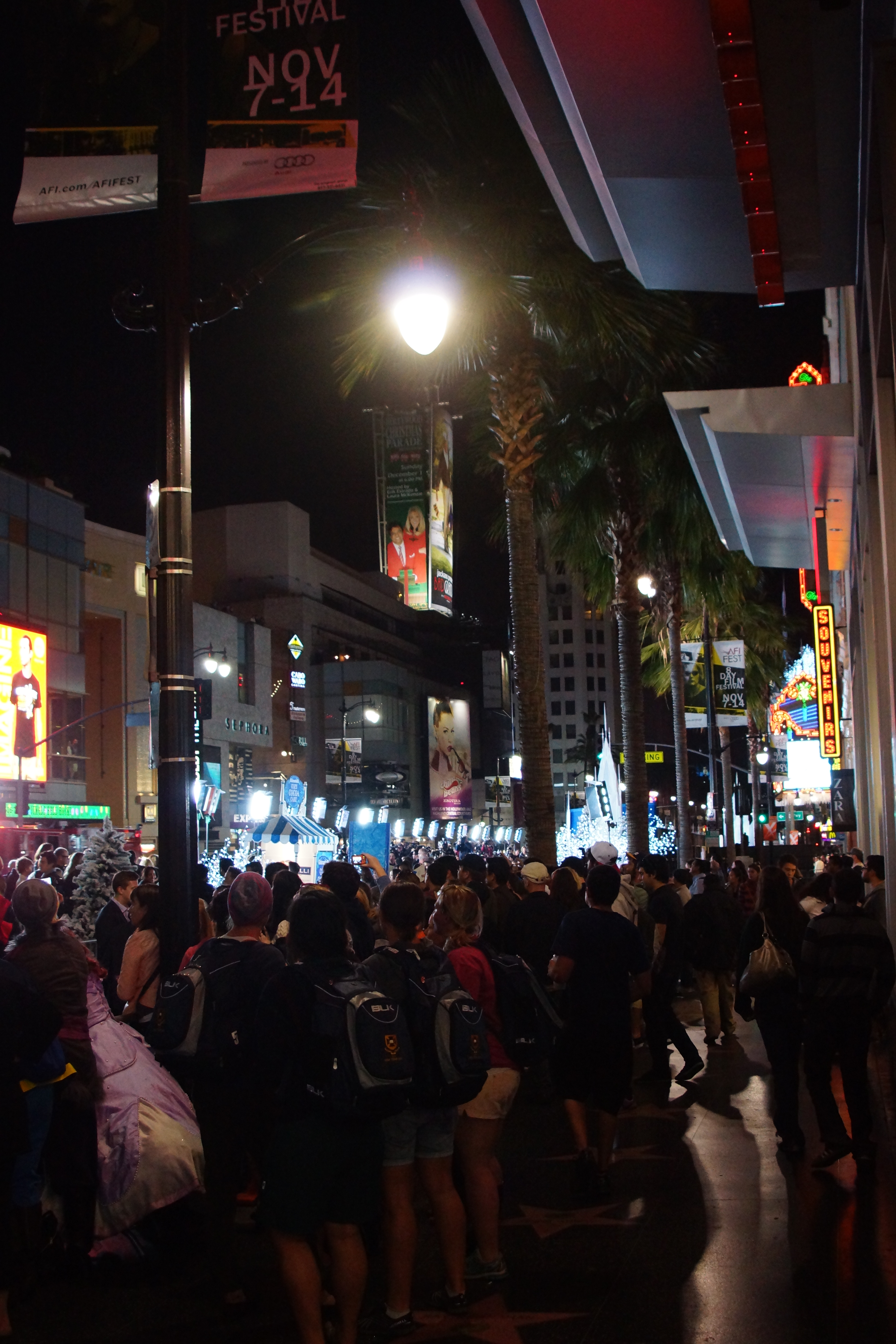
Folla accalcatasi nella Walk of Fame durante una notte di apertura del Chinese Theatre in una foto del 2013

Nel percorso sono incastonate 2 789 stelle a cinque punte in ottone incastonate nei viali in terrazzo veneziano, che recano i nomi di celebrità onorate per il loro contributo (diretto o indiretto) allo star system e all'industria dello spettacolo statunitense e non solo. Orientata da est verso ovest sull'Hollywood Boulevard da Gower Street a La Brea (2,1 km), e da nord a sud su Vine Street tra Yucca Street e Sunset Boulevard (0,7 km), la Walk of Fame fu creata nel 1958 con l'intento di offrire un tributo agli artisti che lavorano nell'industria dello spettacolo.
I premiati ricevono una stella in base alla carriera e ai conseguimenti di una vita nel cinema, nella radio, nella televisione, nel teatro e nella musica, così come per i loro contributi benefici e civici. Ogni stella consiste in una piastrella color carbone, nella quale è incastonata una stella a cinque punte rosa bordata di bronzo. All'interno della stella è inciso in bronzo il nome dell'onorato e, sotto al nome, è presente un emblema circolare (sempre in bronzo), che indica la categoria per cui è stata ricevuta la stella. Gli emblemi sono:
- una cinepresa per il contributo all'industria cinematografica;
- un televisore per il contributo all'industria televisiva;
- un grammofono per il contributo all'industria discografica;
- un microfono per il contributo all'industria radiofonica;
- delle maschere della tragedia e della commedia per il contributo al teatro.

La costruzione originale della Walk of Fame aveva 2.500 stelle in bianco. Stanley Kramer ricevette la prima stella della Walk of Fame il 9 febbraio 1960. Nei sedici mesi seguenti ne vennero assegnate altre 1.558. Da allora le nuove stelle sono state aggiunte a un ritmo di circa due per mese. Nel 1994 oltre 2.000 delle stelle originali erano state riempite, e stelle aggiuntive sono state piazzate per estendere la Walk of Fame ad ovest, oltre Sycamore e La Brea Avenue, dove ora viene terminata dalle Silver Four Ladies of Hollywood Gazebo.

## Storia

### Origine
La Camera di commercio di Hollywood e il suo presidente nei primi anni cinquanta ebbero l'idea originale di creare una Walk of Fame. Secondo un comunicato stampa del 1953, Stuart ha proposto il Cammino come un mezzo per "mantenere la gloria di una comunità il cui nome significa fascino ed emozione nei quattro angoli del mondo". Harry Sugarman, un altro membro della Camera e presidente dell'Hollywood Improvement Association, ricevette il denaro da alcuni conti indipendenti, fu quindi formato un comitato per approfondire l'idea e uno studio di architettura fu contattato per sviluppare delle proposte concrete. L'origine esatta del "concetto" di stella non è certo, ma nello storico Hotel di Hollywood, che si trovava da oltre 50 anni sull'Hollywood Boulevard, nel luogo ora occupato dal Kodak Theatre, c'era nella sala da pranzo un soffitto dipinto a stelle. Un'altra teoria implica un popolare ristorante di Hollywood dell'epoca chiamato The Tropics, il cui menu era contornato da foto di celebrità incorniciate in stelle d'oro. Nel 1955, il concetto di base e la progettazione generale erano stati concordati. Nel febbraio del 1956 è stato presentato un prototipo, che era caratterizzato da una caricatura di John Wayne su una stella marrone con sfondo blu. Tuttavia, la caricatura si dimostrava tecnicamente troppo difficile da eseguire in ottone con la tecnologia disponibile al tempo e si dice il motivo marrone e blu sia stato bocciato dal costruttore Toberman.

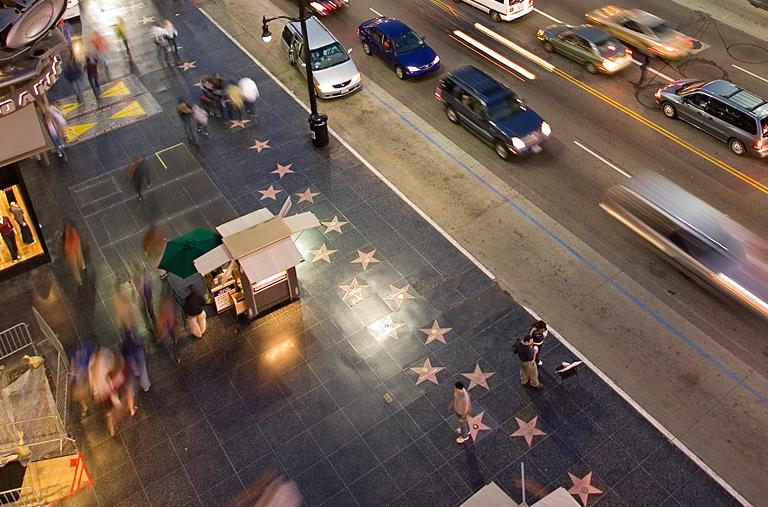
Le stelle sul marciapiede della Walk of Fame lungo la Hollywood Boulevard

### Selezione e costruzione
Nel marzo 1956 la progettazione definitiva e i colori erano stati approvati e tra la primavera del 1956 e l'autunno del 1957, 1.550 celebrità furono selezionate dai comitati che rappresentano i quattro rami dell'industria dell'intrattenimento di quel tempo: industria cinematografica, industria televisiva, industria radiofonica e industria discografica. I comitati includevano alcuni tra i nomi più importanti dello spettacolo, come Cecil B. DeMille, Samuel Goldwyn, Jesse Lasky, Walt Disney, Hal Roach, Mack Sennett e Walter Lantz. La costruzione iniziò nel 1958, ma due cause legali ritardarono il completamento. La prima venne intentata da alcuni proprietari locali contestando la legalità di un accertamento fiscale di 1,25 milioni di dollari USA nei loro confronti per la presenza della Walk of Fame, insieme alla nuova illuminazione della via e alla sua alberazione; la seconda, di Charles Chaplin Jr., che ha chiesto i danni per l'esclusione di suo padre, la cui nomina era stata ritirata a causa di pressioni da più parti. Nell'ottobre del 1959 la causa intentata da Chaplin venne respinta, aprendo la strada al completamento del progetto.

### Il mito di Joanne Woodward

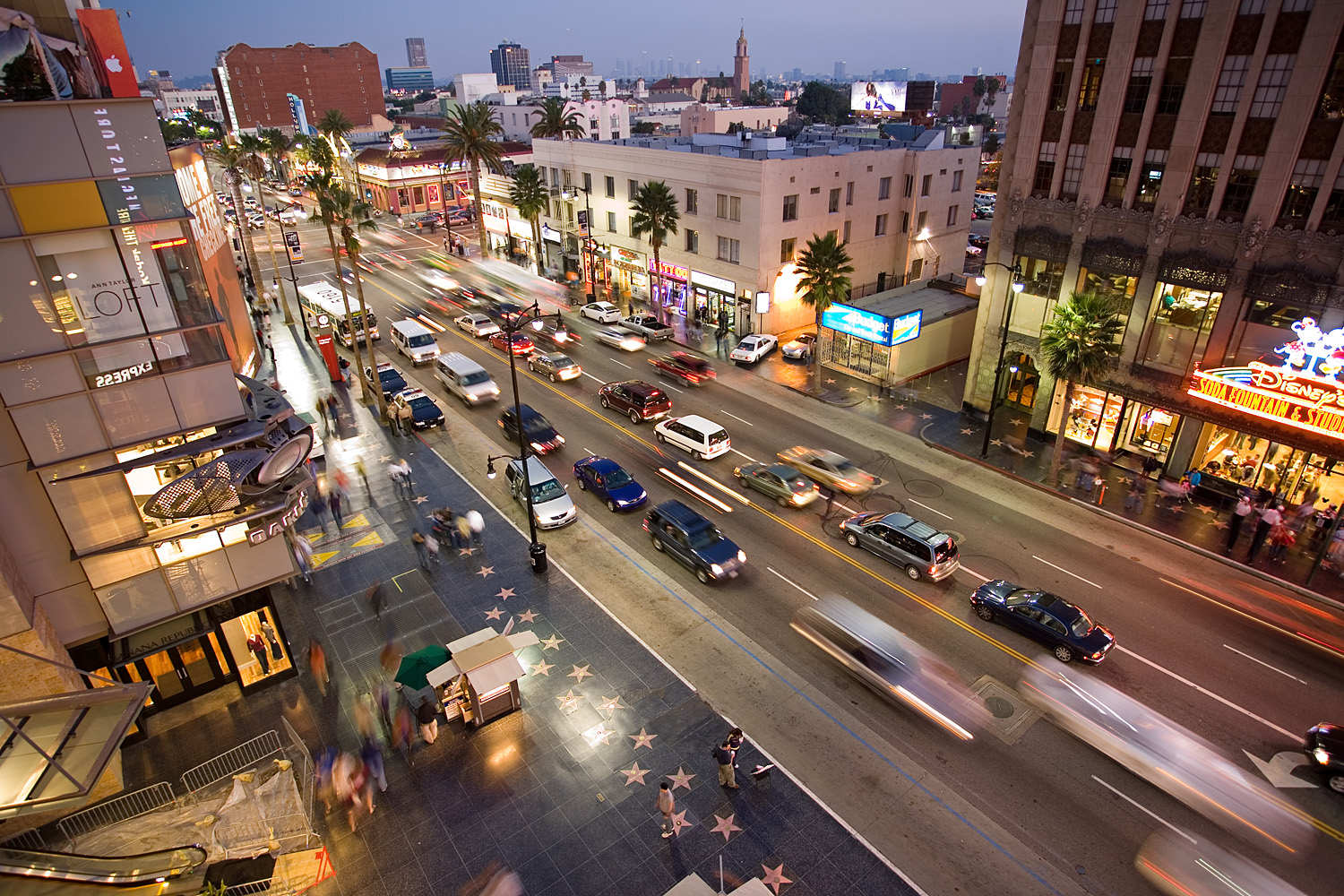
La Walk of Fame nel blocco 6800 della Hollywood Boulevard. Guardando verso est: il Dolby Theatre è in primo piano a sinistra; nel quadrante in alto a sinistra, la famosa intersezione del centro commerciale Hollywood & Highland

Mentre è stato ampiamente riportato che Joanne Woodward fu la prima celebrità a ricevere una stella sulla Walk of Fame, in realtà tutte le stelle originali furono installate contemporaneamente, senza cerimonie individuali. Otto stelle, scelte a caso dalle originali 1.550, furono costruite, come "esempi". L'8 febbraio 1960 quelle otto stelle, che rappresentano Joanne Woodward, Olive Borden, Ronald Colman, Louise Fazenda, Preston Foster, Burt Lancaster, Edward Sedgwick, e Ernest Torrence, furono installate insieme al resto. Effettivamente la prima stella completa fu quella del direttore cinematografico Stanley Kramer, il 28 marzo 1960, alla fine della nuova passeggiata, presso l'incrocio di Hollywood e di Gower. L'origine precisa della leggenda di Joanne Woodward non è chiara, non fu la prima a ricevere la stella sulla passeggiata ma fu la prima celebrità ad accettare di posare con la sua stella per i fotografi e quindi fu individuata nella tradizione popolare come la prima a ricevere la stella.

### Degrado e riqualificazione
Gli anni sessanta e settanta furono un periodo di prolungato degrado urbano nella zona di Hollywood. Mentre il comitato della Walk of Fame continuava ad esistere, passarono otto anni prima che venissero aggiunte nuove stelle.
Nel 1968 Johnny Grant avviò un progetto di riqualificazione della passeggiata e di sensibilizzazione del pubblico. Egli ha inoltre stimolato e incoraggiato la pubblicità sulla stampa internazionale, esigendo che ogni destinatario comparisse personalmente presso la sua stella nel giorno della premiazione. Nel 1980 quando il quartiere iniziò la sua ripresa, Grant dichiarò: «È stata dura convincere la gente a venire ad accettare una stella sulla Walk of Fame». Dopo di che, regolari apparizioni personali da parte di noti personaggi famosi contribuirono al recupero o al mantenimento di una loro notorietà presso il pubblico.

### Espansione

La passeggiata della Hollywood Walk of Fame sulla Hollywood Boulevard; in primo piano la stella di Telly Savalas

Nel 1984 fu aggiunta una quinta categoria, quella per il contributo teatrale, per consentire il riconoscimento degli artisti del ramo live performance del settore dello spettacolo, e una seconda fila di stelle, alternate con quelle già esistenti, fu creata su ogni marciapiede.
Nel 1994, la Walk of Fame è stata estesa di un isolato ad ovest dell'Hollywood Blvd., da Sycamore Avenue a Nord LaBrea Avenue (più il breve tratto di superstrada che collega Marshfield Hollywood e La Brea) dove termina ad oggi, presso il gazebo "Four Ladies of Hollywood". Allo stesso tempo, Sophia Loren è stata onorata con la stella n. 2 000 della Walk of Fame.

### Restauro
Nel 2008 è stato avviato il restauro della passeggiata. Circa 800 stelle sono state riparate o sostituite durante i lavori a causa dell'usura subita nel corso degli anni, dai danni di lieve entità a quelli gravi abbastanza da costituire un pericolo per chi ci cammina sopra. Allo stesso tempo, è stato fondato il comitato "Amici della Walk of Fame", con lo scopo di raccogliere sponsor commerciali che possano contribuire al risanamento. Absolut Vodka è diventato il primo "amico" della Walk Of Fame con una donazione di 1 milione di dollari, seguita da L'Oreal. Gli "Amici" vengono riconosciuti con le stelle d'onore davanti al Kodak Theatre, che è tra i tratti più pesantemente danneggiati della passeggiata.
Il progetto prevede una valutazione dei danni secondo una scala che va da A a F. Le stelle che hanno ricevuto il grado "F", ad indicazione dei danni più gravi, sono Joan Collins, Peter Frampton, Dick Van Patten, Willard Waterman, Boleslawski Richard, Ellen Drew, Paul Douglas, Andrew L. Stone, Crumit Frank e Bobby Sherwood. Il progetto di restauro vede la collaborazione tra vari enti, tra cui la Camera di Commercio di Hollywood e la contea di Los Angeles, insieme con la Metropolitan Transportation Authority, che gestisce la linea rossa della metropolitana che corre sotto la passeggiata.

## La passeggiata oggi

### Stelle multiple

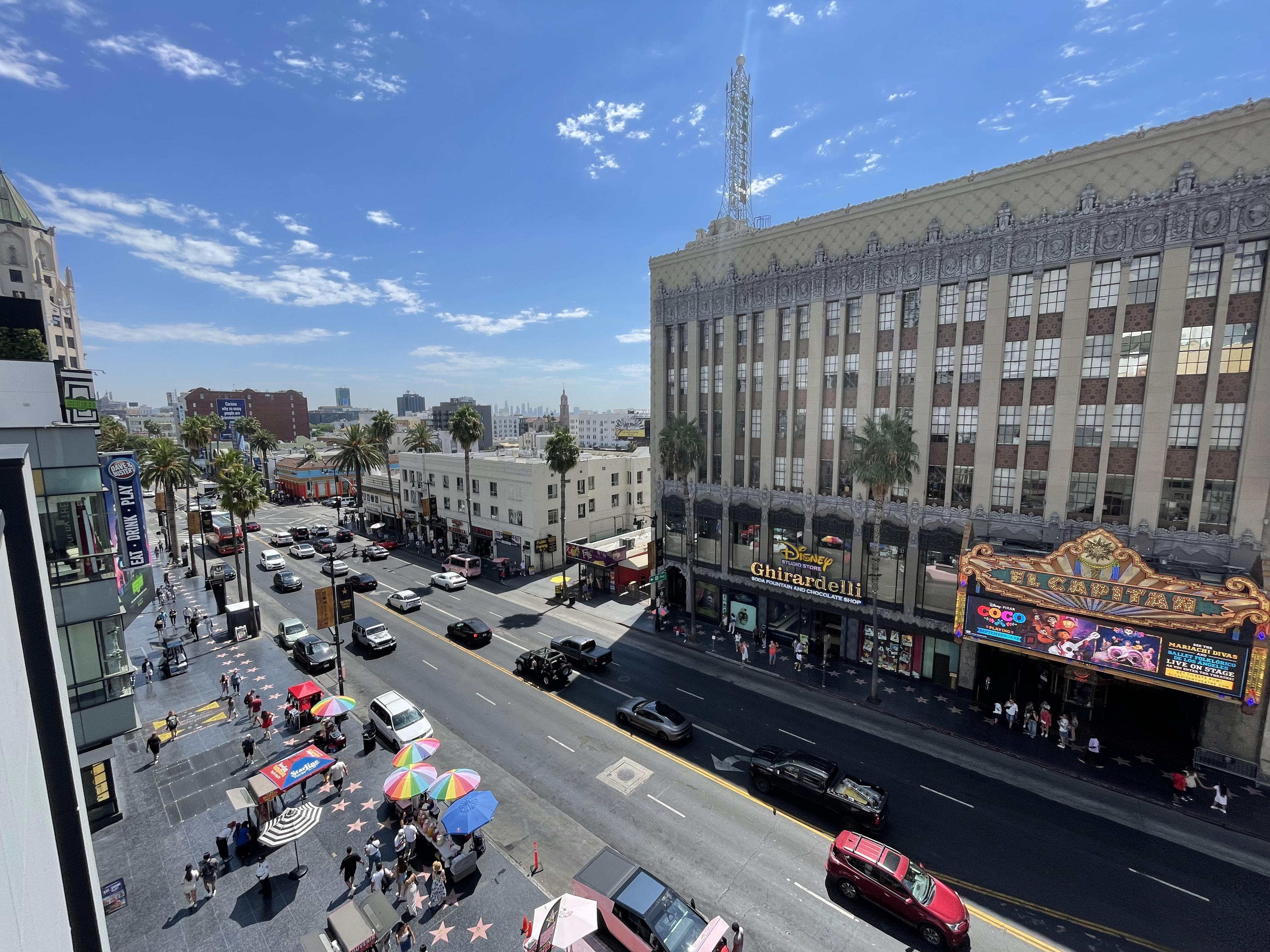
Vista sulla Walk of Fame dal centro commerciale Ovation

I comitati di selezione originale hanno scelto di riconoscere alcuni intrattenitori con contributi in più categorie. Gene Autry è stato onorato da una stella per tutte e cinque le categorie. Bob Hope, Mickey Rooney, Roy Rogers e Tony Martin hanno quattro stelle (Rooney ha tre stelle sue e una quarta con la moglie Jan). Trenta persone, tra cui Frank Sinatra, Dean Martin, Danny Kaye, George Burns, Ed Wynn, e Jack Benny hanno tre stelle: solo cinque di loro sono donne, Dinah Shore, Gale Storm, Jane Froman, Marie Wilson, e Jo Stafford.
George Eastman è l'unico a avere due stelle nella stessa categoria. La sua stella originale (per l'invenzione del rullo della pellicola) è su Vine Street, ma quando il Kodak Theatre è stato costruito nel 2002, una seconda stella identica è stata installata al suo ingresso.
Sette artisti dell'industria discografica possiedono due stelle nella stessa categoria per realizzazioni distinte: Michael Jackson, come solista e come membro dei The Jackson 5, Diana Ross, come membro delle The Supremes e come solista, Smokey Robinson, come artista solista e come membro dei The Miracles, e i quattro membri dei Beatles: John Lennon, Ringo Starr, George Harrison e Paul McCartney.
Anche a Cher era stata proposta la possibilità di partecipare a questo club esclusivo, rifiutandosi di pianificarla quando era stata selezionata nel 1983. Ha, comunque, partecipato alla inaugurazione della stella di Sonny & Cher nel 1998, come tributo alla recente morte dell'ex marito Sonny Bono.

### Controversie
Charlie Chaplin è l'unica celebrità ad essere stata votata due volte per la stessa stella. È stato votato all'unanimità nel gruppo iniziale dei 500 nel 1956, ma il comitato di selezione alla fine lo escluse, apparentemente a causa di domande riguardanti la sua morale (era stato accusato di aver violato la legge Mann e assolto), ma più probabilmente a causa delle sue opinioni politiche di sinistra. La sua stella è stata aggiunta alla Walk nel 1972, nello stesso anno ricevette l'Oscar; anche allora, 16 anni dopo, la Camera di Commercio ricevette numerose lettere di indignazione da parte di persone che non capivano come lui potesse essere stato escluso.
Nel 1978 la commissione votò contro l'aggiudicazione di una stella del controverso cantante lirico, ma brillante attore, sportivo, scrittore, avvocato e attivista sociale Paul Robeson. Le proteste da parte dell'industria del divertimento, circoli civici, politici locali e nazionali, e molti altri quartieri furono così intense che la decisione fu quasi subito cambiata. La sua stella è sul blocco 6.600 dell'Hollywood Boulevard.

### Politici
Ronald Reagan e Donald Trump sono gli unici presidenti degli Stati Uniti ad avere una stella; Reagan è anche uno dei due governatori della California ad avere una stella (l'altro è Arnold Schwarzenegger).
George Murphy è l'unico senatore degli Stati Uniti con una stella, in riconoscimento della sua carriera precedente di recitazione e danza.
Due membri della Camera dei rappresentanti hanno ricevuto stelle: Helen Gahagan e Sonny Bono.
Ignacy Paderewski, che ha servito come primo ministro della Polonia tra le due guerre mondiali, è l'unico europeo capo di governo con una stella.

### Personaggi immaginari (e coloro che li creano)

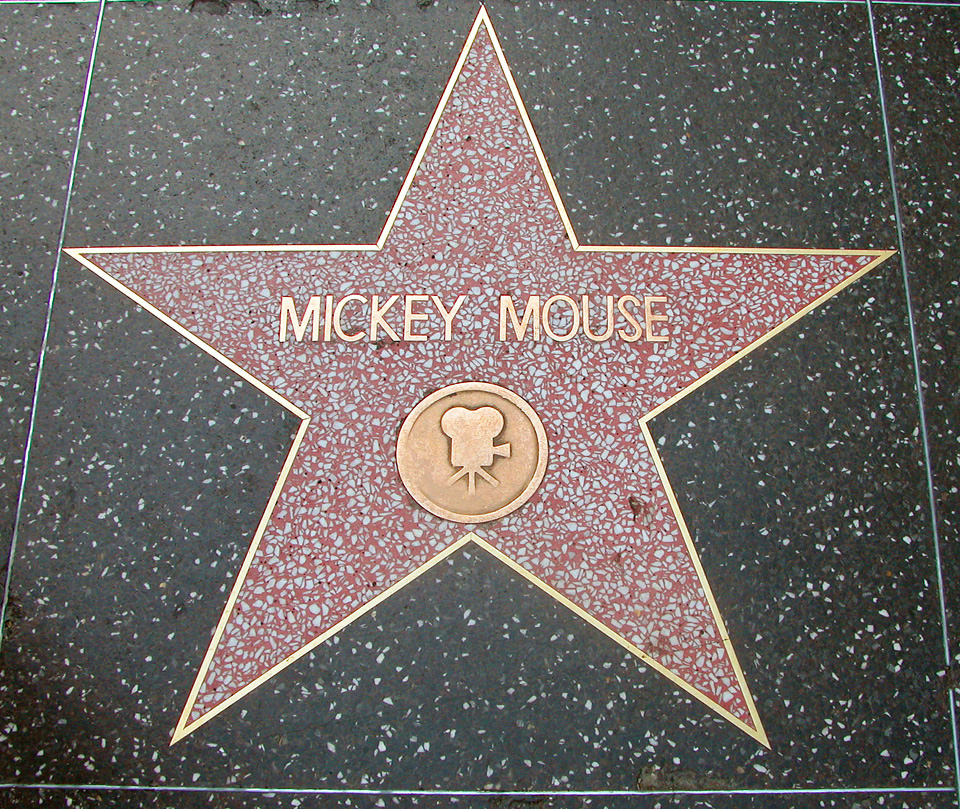
La stella di Topolino, primo personaggio immaginario a ricevere la stella

Nel 1978, in onore del suo 50º anniversario, Topolino è diventato il primo personaggio animato a ricevere una stella. Altri destinatari animati sono Bugs Bunny, Paperino, Picchiarello, Biancaneve, Snoopy, Trilli, Winnie the Pooh, Shrek, I Rugrats, Minnie e I Simpson. La stella che porta il nome di Charlie Tuna non onora la mascotte pubblicitaria animata, ma il celebre conduttore radiofonico (vero nome: Art Ferguson).
Altri personaggi di fantasia sulla Walk includono i Munchkin, due pupazzi (Kermit la Rana e Big Bird), un mostro (Godzilla), e tre cani (Strongheart, Lassie e Rin Tin Tin). I Muppet hanno ricevuto una stella collettiva nel 2011, rendendo Kermit il primo personaggio animato a ricevere due stelle.
Nel 2024 Batman è diventato il primo supereroe a ricevere una stella.
Otto stelle sono dedicate a fumettisti e animatori: Walt Disney, Friz Freleng, Chuck Jones, Walter Lantz, Charles Schulz, Jay Ward, Matt Groening e Stan Lee. Tre burattinai hanno la stella: Fran Allison, Jim Henson, e Shari Lewis.